# Ye Duzheng
Ye Duzheng (chino tradicional: 叶 笃 正, chino simplificado: 叶 笃 正) (21 de febrero de 1916 - 16 de octubre de 2013) fue un meteorólogo y académico de la Academia China de las Ciencias.
Nacido en la provincia de Anqing, Anhui en 1916, Ye es considerado el fundador de la física atmosférica china, y fue galardonado con el Premio de Ciencia y Tecnología del Estado preeminente en 2005 por el presidente chino, Hu Jintao, que es premio científico más alto de la nación.

## Carrera
Desde 1935-1941, Ye estudió en la Universidad de Tsinghua, Beijing. Desde 1941-1943, hizo su estudio de postgrado (M.Sc) en la Universidad de Zhejiang, Hangzhou. De 1943-1944, fue asistente de investigación en el Instituto de Meteorología, la Academia Sinica, Chongqing (guerra-periodo capital de China).